# Marinko Miletić
Marinko Miletić (Düsseldorf, Nyugat-Németország, 1980. október 8. –) horvát származású német labdarúgóhátvéd.